# Saxifraga rigoi
Saxifraga rigoi là một loài thực vật có hoa trong họ Saxifragaceae. Loài này được Freyn ex Porta miêu tả khoa học đầu tiên năm 1891.